# 116

116(백십육)은 115보다 크고 117보다 작은 자연수다.

## 수학
- 합성수로, 그 약수는 1, 2, 4, 29, 58, 116이다. 진약수의 합은 94이므로, 116은 부족수다.
- {\displaystyle 116=4^{2}+6^{2}+8^{2}}
  - 연속하는 세 짝수의 제곱합으로 나타낼 수 있으며, 이 성질을 지닌 앞의 수는 56, 다음 수는 200이다.
- {\displaystyle 116=4^{2}+10^{2}}
  - 연속하는 두 개의 중심있는 삼각수의 제곱합으로 나타낼 수 있으며, 이 성질을 지닌 앞의 수는 17, 다음 수는 461이다.
- {\displaystyle 57^{2}-1}은 116으로 나누어떨어진다.

## 과학
- 리버모륨(Lv)의 원자 번호.
- NGC 116: 고래자리 방향에 있는 천체.

## 교통

### 철도
- 수도권 전철 1호선 창동역의 역번호.
- 부산 도시철도 1호선 좌천역의 역번호.
- 대구 도시철도 1호선 화원역의 역번호.
- 대전 도시철도 1호선 유성온천역의 역번호.
- 광주 도시철도 1호선 송정공원역의 역번호.

### 도로
- 일본 116번 국도: 니가타현 가시와자키시에서 니가타시 주오구까지 이어지는 일본의 국도.
- 현도 제116호선

## 군사
- U-116: 독일의 군용 잠수함. 제1차 세계 대전에 사용된 1917년제 모델(영어판)과 제2차 세계 대전에 사용된 1941년제 모델(영어판, 독일어판)이 있다.

## 문화유산
- 대한민국의 국보 제116호: 청자 상감모란문 표주박모양 주전자
- 대한민국의 보물 제116호: 영주 석교리 석조여래입상
- 대한민국의 사적 제116호: 서산 해미읍성

## 방송
- 스카이라이프의 KBS 라이프 채널 번호.
- 지니 TV의 채널W 채널 번호.
- B tv의 스토리TV 채널 번호.
- U+ TV의 tvN 스포츠 채널 번호.
- LG헬로비전의 SPOTV 프라임플러스 채널 번호.
- KT HCN의 아시아M 채널 번호.

## 기타
- 날짜: 1월 16일, 11월 6일
- 연도: 116년, 기원전 116년
- 대한민국에서 표준시각 안내를 위한 전화번호.
- 백년전쟁은 116년간 치러진 전쟁이다.